# Albert Salomon (Mediziner)
Albert Salomon (geboren am 26. Januar 1883 in Röbel/Müritz, Mecklenburg; gestorben am 7. Mai 1976 in Amsterdam, Niederlande) war ein deutsch-jüdischer Chirurg an der Charité in Berlin. Er gilt als Pionier der Mammographie.

## Kindheit und Studienjahre
Albert Salomon war der jüngste Sohn des Röbeler Kaufmanns Wolf Salomon. Seine Mutter, die aus Ribnitz stammte, starb bei seiner Geburt im Alter von 33 Jahren, sein Vater am 17. Dezember 1893 im Alter von 63 Jahren. Salomon besuchte in den ersten vier Schuljahren die Röbeler Bürgerschule. Nach dem Tod des Vaters nahmen ihn seine Verwandten in Ribnitz auf, wahrscheinlich die Familie seiner älteren Schwester Berta. Diese hatte 1892 den Dr. med. Bruno Joseph geheiratet. Dieser praktizierte als Arzt in Ribnitz. Von 1889 bis 1893 besuchte Salomon das Ribnitzer Prorealgymnasium, danach das Fridericianum in Schwerin und legte 1900 das Abitur mit dem Prädikat „Sehr gut“ ab.
Salomon schrieb sich 1900 zunächst als Student der Medizin an der Berliner Friedrich-Wilhelms-Universität ein. Hier schloss er sich der paritätischen Burschenschaft Neo-Silesia an. Nach dem Physikum wechselte er für jeweils zwei Semester an die Universitäten Heidelberg, München und Würzburg. In Würzburg hatte Wilhelm Conrad Röntgen 1895 die später nach ihm benannten X-Strahlen entdeckt, zu deren ersten Anwendern Salomon gehörte. Seine Dissertation befasste sich mit der Histologie und Diagnostik von Geschwulstkrankheiten. Am 15. März 1905 wurde er promoviert, die Approbation als Arzt erhielt er am 6. April des gleichen Jahres.

## Tätigkeit als Arzt und Forscher
Im Jahre 1905 wurde Albert Salomon Assistenzarzt im Krankenhaus am Friedrichshain am Pathologischen Institut von David Hansemann. 1906 veröffentlichte Salomon in der Zeitschrift für Krebsforschung eine Abhandlung über „Tumoren des Nierenhilus“. Mit der Eröffnung des Gemeindekrankenhauses in der Pankower Galenusstraße wechselte er dorthin und arbeitete als Assistenzarzt in der Inneren Abteilung. Ab 1. Juli 1907 wechselte er zur Chirurgischen Abteilung des neu errichteten Israelitischen Krankenhauses in Breslau. 1909 erhielt er eine Assistentenstelle an der 1. Chirurgischen Klinik der Berliner Charité. Als Mitarbeiter von August Bier entwickelte er dort eine große wissenschaftliche Produktivität. Mit seinem 1913 erschienenen Aufsatz Beiträge zur Pathologie und Klinik der Mamma-Carcinome wurde er zum international bekannten Pionier der Mammografie. Darin verglich er Mastektomiepräparate mit den dazugehörigen Röntgenbildern und beschrieb die noch heute gültigen klassischen Bildkriterien bösartiger Befunde mit unscharfer Berandung, spikulären Ausläufern und Mikroverkalkungen.
Neben seiner Tätigkeit im Krankenhaus und neben Forschung und Lehre ließ sich Salomon am 1. Januar 1914 als „Spez. Arzt für Chirurgie und Frauenkrankheiten“ in der Kantstraße 34 in Charlottenburg nieder.
Zu Beginn des Ersten Weltkriegs im Jahre 1914 wurde er als Lazarettarzt an das Auguste-Victoria-Krankenhaus in Berlin-Weißensee dienstverpflichtet. Im Sommer 1916 wurde er Soldat und war nach der Ausbildung an der Waffe ordinierter Arzt im Kriegslazarett.
Im Jahre 1916 heiratete Salomon Franziska Grunwald; 1917 wurde sein einziges Kind, Charlotte, geboren. Am 22. Februar 1926 starb Franziska Salomon nach Depressionen durch Suizid.
Im Dezember 1928 wurde Albert Salomon zum außerordentlichen Professor an der Charité berufen.
Im Jahre 1930 heiratete Salomon die bekannte Sängerin Paula Lindberg.

## Verfolgung und Emigration
Nach der „Machtübernahme“ durch die Nationalsozialisten begann auch für Albert Salomon die gesellschaftliche Ausgrenzung und Diskriminierung. 1933 verlor er seine Lehrbefugnis an der Universität. Seine Arztpraxen konnte er zunächst weiterführen, weil er als Frontkämpfer des Weltkriegs seine Zulassung als Kassenarzt behielt. 1935 übernahm er die Chirurgisch-Urologische Poliklinik, ab 1936 war er Leiter der Chirurgischen Abteilung des Jüdischen Krankenhauses in Berlin.
Am Tag nach der „Reichspogromnacht“ wurde Albert Salomon von der Gestapo verhaftet und in das KZ Sachsenhausen gebracht. Am 29. November 1938 wurde er aus dem KZ entlassen.
Im März 1939 flüchtete Albert Salomon mit seiner Frau vor den Nationalsozialisten in die Niederlande. Im September 1943 wurden sie in Amsterdam verhaftet und in das Durchgangslager Westerbork gebracht. Dort wurde er als erfahrener Chirurg für ärztliche Aufgaben verwendet. Im Rahmen seiner Aufgaben erhielten er und seine Frau am 17. November 1943 die Genehmigung zu einer Dienstreise nach Amsterdam, angeblich, um dort medizinische Instrumente für Sterilisationen zu beschaffen. Von dieser Dienstreise kehrten sie nicht zurück, sondern gingen als „Onderduiker“ in die Illegalität. Sie überlebten mit Hilfe niederländischer Widerstandskämpfer in der Provinz Limburg.
Salomons Tochter Charlotte wurde im September 1943 mit ihrem Ehemann in Südfrankreich verhaftet und vermutlich am 10. Oktober desselben Jahres in den Gaskammern von Auschwitz ermordet.